# Achtermast
Der Achtermast oder Hauptmast ist der vorletzte Mast bei Vier- und Fünfmastvollschiffen. Im Falle der Preußen hieß dieser Mast „Laeisz-Mast“. Bei Barkentinen und Gaffelschonern wird dieser Begriff nicht benutzt. Die Benennung der fünfmastigen Schoner und Schonerbarken folgt dem System für Fünfmastbarken, die für Sechs- und Siebenmastschoner dem amerikanischen System. Der vorletzte Mast der Fünfmastbark Potosi, im Allgemeinen der „Kreuzmast“, hieß nach manchen Quellen ebenfalls „Achtermast“ oder auch Laeisz-Mast.
Die am Achtermast befestigten Segel oder Rahen heißen „Achtersegel“ bzw. „Achterrah“, „Achterroyalrah“ etc. In der englischen Terminologie der Schiffsmasten hat der Achtermast (englische Übersetzung: „aft mast“) kein direktes Pendant.